# Masdevallia shiraishii
Masdevallia shiraishii är en orkidéart som beskrevs av Willibald Königer och M.Arias. Masdevallia shiraishii ingår i släktet Masdevallia och familjen orkidéer.
Artens utbredningsområde är Peru. Inga underarter finns listade i Catalogue of Life.